# Supercopa do Brasil de Futebol Sub-17
A Supercopa do Brasil Sub-17 foi uma competição de futebol masculino organizada pela Confederação Brasileira de Futebol, constituída por confrontos entre os campeões do Campeonato Brasileiro Sub-17 e da Copa do Brasil Sub-17, surgindo dois anos após sua equivalente na categoria sub-20.
A competição foi realizada nos anos de 2019 e 2020, sendo que, no último ano, a partida foi disputada em 2021 devido aos atrasos causados pela pandemia de COVID-19. Palmeiras e São Paulo venceram, respectivamente, Flamengo e Fluminense. Por sua vez, o Flamengo foi declarado campeão da edição de 2021 após conquistar o Campeonato Brasileiro e a Copa do Brasil naquele ano.

## História
Em 2020, o calendário precisou ser ajustado devido à pandemia de COVID-19, resultando na extensão de algumas competições da temporada para o ano seguinte. O Fluminense foi o primeiro clube a garantir sua vaga no torneio, assegurando-a ao vencer o Campeonato Brasileiro na decisão contra o Athletico Paranaense. Já o São Paulo conquistou a Copa do Brasil ao derrotar o próprio Fluminense, impedindo, assim, que o clube carioca alcançasse a vitória em ambas as competições. O jogo ocorreu em 10 de fevereiro de 2021, na Arena Pantanal em Cuiabá, sem a presença de público. A transmissão foi realizada pelo canal SporTV e pela própria organização por meio da plataforma MyCujoo. O São Paulo inaugurou o placar logo aos três minutos, com João Adriano. No entanto, o Fluminense conseguiu o empate alguns minutos depois, graças a um gol de Justen. O São Paulo assegurou o título ao triunfar na disputa de pênaltis.
Em 17 de novembro de 2021, o Flamengo recebeu da CBF o troféu de campeão da Supercopa, em virtude das conquistas dos títulos do Campeonato Brasileiro e da Copa do Brasil naquele ano. No dia 26 de dezembro de 2022, a entidade decidiu interromper a realização da competição. O Palmeiras, que conquistou a Copa do Brasil e o Campeonato Brasileiro da categoria em 2022, formalizou junto à entidade o pedido de reconhecimento do título referente àquela edição, seguindo o precedente estabelecido pelo Flamengo no ano anterior. Contudo, a entidade não concedeu uma resposta ao pedido do clube paulista.

## Campeões

### Títulos por clube
| Pos | Clube      | Títulos | Vices |
| --- | ---------- | ------- | ----- |
| 1.º | Flamengo   | 1       | 1     |
| 2.º | Palmeiras  | 1       | —     |
| 2.º | São Paulo  | 1       | —     |
| 4.º | Fluminense | —       | 1     |

### Títulos por federação
| Pos | Clube          | Títulos | Vices |
| --- | -------------- | ------- | ----- |
| 1.º | São Paulo      | 2       | —     |
| 2.º | Rio de Janeiro | 1       | 2     |

### Títulos por região
| Pos | Clube   | Títulos | Vices |
| --- | ------- | ------- | ----- |
| 1.º | Sudeste | 3       | 2     |